# Сијалкот
Сијалкот (урд. سیالکوٹ) је град у Пакистану у покрајини Панџаб. Према процени из 2006. у граду је живело 484.696 становника.

## Историја
У време британске управе у Индији, Сијалкот је био важна војна база британске војске. Током Индијског устанка 1857, 9. пук лаке коњице и 46. пук домородачке пешадије (сепоја) Бенгалске армије, побунили су се против британске власти 9. јула 1857.

## Становништво
Према процени, у граду је 2006. живело 484.696 становника.
| 1981.   | 1998.   | 2006.   |
| ------- | ------- | ------- |
| 301.609 | 417.597 | 484.696 |